# نافع المدني
نافع بن عبد الرحمن بن أبي نُعيم الليثي الكناني مولى جعونة بن شعوب الليثي الكناني، الإمام حبر القرآن وأحد القراء العشرة وإمام القراء في المدينة النبوية، أصله من أصفهان، ولد في حدود 70 هـ في خلافة عبد الملك بن مروان ويقال سنة بضع وسبعين. مدنيّ نسبة إلى مدينة رسول الله، وهو من الطبقة الثالثة بعد الصحابة.

## كنيته
أبو رويم وفي بعض النسخ (رؤيم) والأشهر بالواو، ويقال أبو الحسن ويقال أبو نعيم ويقال أبو محمد ويقال أبو عبد الله بن عبد الرحمن مولى جعونة بن شعوب الليثي الكناني حليف حمزة عم رسول الله، وقيل حليف العباس أخي حمزة.

## سمته وهيئته
وقيل كان أسود اللون وكان طيب الخلق يباسط أصحابه وكان عالما خاشعا مجابا في دعائه، إماما في علم القرآن وفي علم العربية.

## مناقبه
روي أن نافعا كان إذا تكلم توجد من فيه ريح مسك فسئل عنه قال رأيت النبي في النوم تفل في فيّ. وفي رواية : قال رأيت فيما يرى النائم النبي يقرأ في فيّ القرآن.
أمّ الناس في مسجد النبوي ستين سنة بعد ما آلت إليه إمامة الإقراء في المدنية النبوية بعد وفاة شيخه أبي جعفر بن يزيد المدني (المدني الثاني).

## شيوخه
جوّد كتاب الله وقرأه على عدة من التابعين بحيث أن موسى بن طارق حكى عنه قال قرأت على سبعين من التابعين، قلت قد اشتهرت تلاوته على خمسة منهم عبد الرحمن بن هرمز الأعرج صاحب أبي هريرة، وأبي جعفر يزيد بن القعقاع أحد القراء العشرة، وشيبة بن نصاح، ومسلم بن جندب الهذلي، ويزيد بن رومان وحمل هؤلاء عن أصحاب أبي بن كعب وزيد بن ثابت كما ذكر في طبقات القراء وصح أن الخمسة تلوا على مقرئ المدينة عبد الله بن عياش بن أبي ربيعة المخزومي صاحب أبي وقيل إنهم قرؤوا على أبي هريرة أيضا وعلى ابن عباس وفيه احتمال وقيل إن مسلم بن جندب قرأ على حكيم بن حزام وابن عمر.

## رواته
روى قراءته عيسى بن مينا الملقب بقالون وهو الراوي الأول وعثمان بن سعيد الملقب بـورش وهو الراوي الثاني، وهما الروايتان المشهورتان عند المتأخرين مثل الشاطبي وابن الجزري، ولكن ما زال أهل المغرب يقرؤون لنافع بروايتين أخريين: رواية إسحاق المسيبي ورواية إسماعيل بن أبي جعفر.

## طلابه
يقال أنه قرأ عليه مائتان وخمسون رجلا، منهم عيسى بن مينا الملقب بقالون وعثمان بن سعيد الملقب بـورش وعيسى بن وردان الملقب بابن وردان وسليمان ابن جمّاز الملقب بابن جمّاز وإسحاق بن محمد المسيبي، تلا عليه أيضا إسماعيل بن جعفر وإسماعيل بن جعفر الأنصاري، وإسحاق بن محمد المسيبي.
عاش في زمنه مالك بن أنس إمام دار الهجرة وصاحب المذهب الفقهي المعروف وصاحب الموطأ، قرأ الإمام مالك على الإمام نافع القرآن وأقرأه كتاب الموطأ. كان ذلك من أسباب أن أهل بلاد المغرب العربي يتبعون المذهب المالكي ويقرأون القرآن بقراءة نافع برواية ورش لما بينهما من ارتباط.

## علمه في الحديث
حدث عن نافع مولى ابن عمر والأعرج وعامر بن عبد الله بن الزبير وأبي الزناد وما هو من فرسان الحديث. وروى عنه القعني وسعيد بن أبي مريم وخالد بن مخلد ومروان ابن محمد الطاطري وإسماعيل بن أبي أويس وثقه ابن معين وقال أبو حاتم صدوق وقال النسائي ليس به بأس ولينه أحمد بن حنبل أعني في الحديث أما في الحروف فحجة بالاتفاق.
قال ابن عدي في الكامل له نسخه عن الأعرج نحو من مئة حديث وله نسخة أخرى عن أبي الزناد وله من التفاريق قدر خمسين حديثا ولم أر له شيئا منكرا قلت ينبغي أن يعد حديثه حسنا وباقي أخباره في طبقات القراء وممن قرأ على هذا الإمام مالك الإمام توفي سنة تسع وسنتين ومئة قبل مالك بعشر سنين

## قالوا عنه
- قال عنه مالك بن أنس نافع إمام الناس في القراءة.
- قال سعيد بن منصور -وهو أحد تلامذة الإمام نافع-: سمعت مالكا يقول قراءة نافع سنّة.
- قال عبد الله بن أحمد بن حنبل : سألت أبي: أيّ القراءة أحبّ إليك. قال : قراءة أهل المدينة -أي قراءة الإمام نافع-، قلت فإن لم يكن، قال : قراءة الإمام عاصم الكوفي.
- وروى إسحاق المسيبي عن نافع قال: أدركت عدة من التابعين فنظرت إلى ما اجتمع عليه اثنان منهم فأخذته وما شذ فيه واحد تركته حتى ألفت هذه القراءة.
- قال الهذلي في كامله: «كان نافع معمرا أخذ القرآن على الناس في سنة خمس وتسعين، كذا قال الهذلي: وبالجهد أن يكون نافع في ذلك الحين يتلقن ويتردد إلى من يحفظه وإنما تصدر للإقراء بعد ذلك بزمان طويل ولعله أقرأ في حدود سنة عشرين ومئة مع وجود أكبر مشايخه.»
- وقال الليث بن سعد حججت سنة ثلاث عشرة ومئة وإمام الناس في القراءة بالمدينة نافع بن أبي نعيم قلت لا ريب أن الرجل رأس في حياة مشايخه.

## وفاته
توفي في المدينة المنورة عام 169 هـ.
يروى أنه لما حضرته الوفاة، قال له أبناؤه أوصنا. فقال لهم : (اتقوا الله وأصلحوا ذات بينكم وأطيعوا الله ورسوله إن كنتم مؤمنين) [الأنفال: 01].

## انظر أيضُا
- رواية قالون عن نافع
- رواية ورش عن نافع
- الأزرق المقرئ